# Lost and Found (Ralph Towner-album)
Lost and Found är ett musikalbum av Ralph Towner, utgivet 1996 av ECM Records.

## Låtlista
1. "Harbinger" (Ralph Towner) – 2:36
2. "Trill Ride" (Marc Johnson, Ralph Towner) – 3:00
3. "Élan Vital" (Ralph Towner) – 6:19
4. "Summer's End" (Ralph Towner) – 5:12
5. "Col Legano" (Marc Johnson) – 3:15
6. "Soft Landing" (Denney Goodhew, Marc Johnson, Ralph Towner) – 2:16
7. "Flying Cows" (Denney Goodhew) – 4:56
8. "Mon Enfant" (Anonym) – 4:04
9. "A Breath Away" (Ralph Towner) – 5:15
10. "Scrimshaw" (Ralph Towner) – 1:27
11. "Midnight Blue...Red Shift" (Denney Goodhew) – 3:24
12. "Moonless" (Marc Johnson, Ralph Towner) – 4:37
13. "Sco Cone" (Marc Johnson) – 3:44
14. "Tattler" (Ralph Towner) – 3:06
15. "Taxi's Waiting" (Ralph Towner) – 4:34

Total tid: 55:45

## Medverkande
- Ralph Towner — klassisk gitarr, 12-strängad gitarr
- Denney Goodhew — sopranino-, sopran- & barytonsaxofon, basklarinett
- Marc Johnson — kontrabas
- Jon Christensen — trummor